# Uri Caine
Pour les articles homonymes, voir Caine.
Uri Caine, né le 8 juin 1956 à Philadelphie, est un pianiste de jazz et compositeur américain.

## Biographie
Caine a commencé à jouer du piano à l’âge de 7 ans et a étudié avec le pianiste de jazz Bernard Peiffer à l’âge de 12 ans. Plus tard il a fait ses études à l’Université de Pennsylvanie où il était sous la tutelle de George Crumb.  Il s’est aussi familiarisé avec la musique classique pendant cette période et a travaillé dans les clubs à Philadelphie. 

## Discographie
- Sphere Music (1992)
- Toys (1995)
- Blue Wail (1997)
- Nigunim  (1998)
- Urlicht/Primal Light  (1997)
- Keter (1999)
- Blue Wail  (1999) est un album

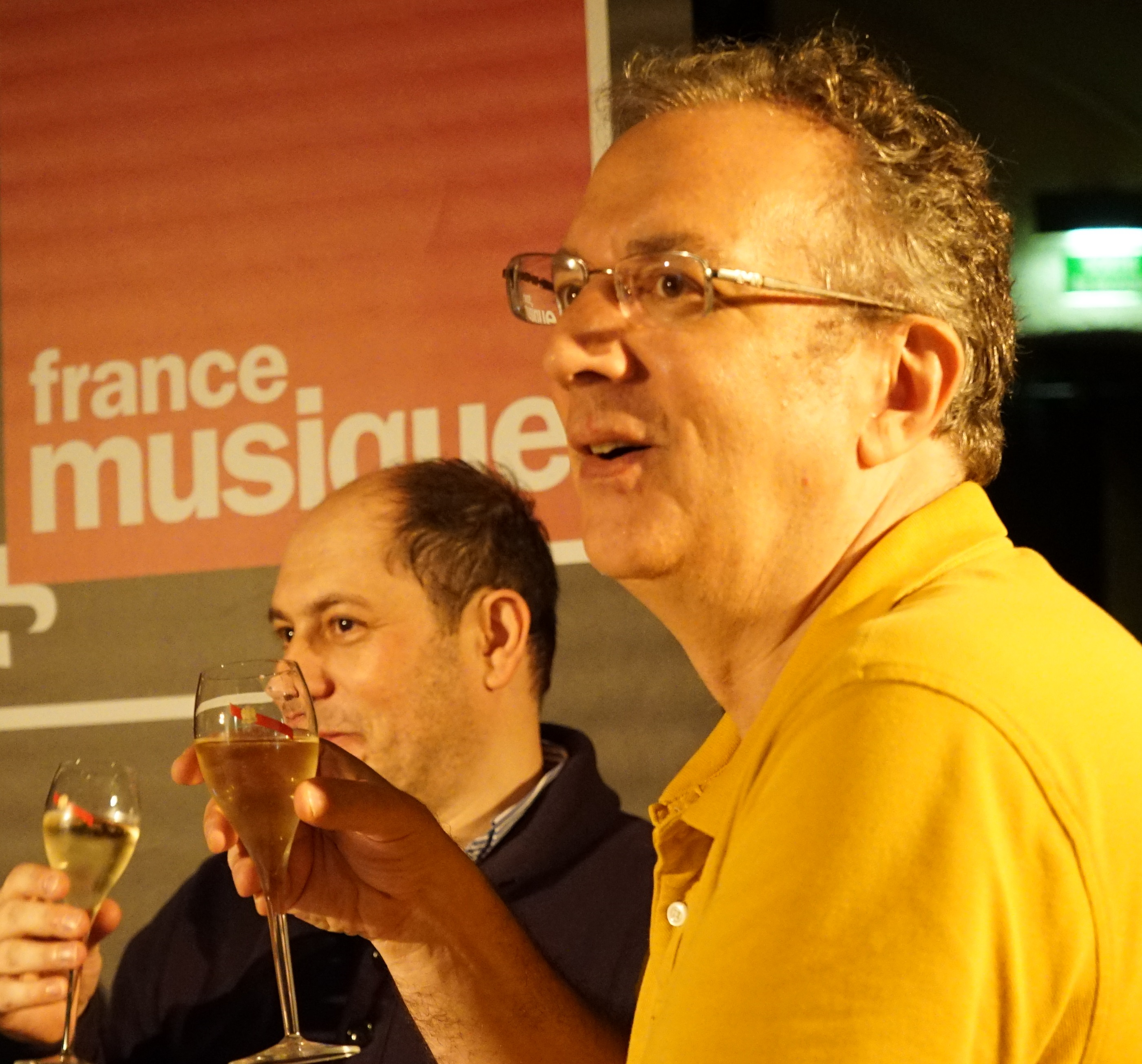
Uri Caine et Alain Vankenhove en 2015.

- Sidewalks Of New York: Tin Pan Alley  (1999)
- Gustav Mahler In Toblach: I Went Out This Morning Over The Countryside (1999)
- Love Fugue Robert Schumann (2000)
- Goldberg Variations  (2000)
- The Philadelphia Experiment (album)|The Philadelphia Experiment (2001)
- Bedrock 3  (2001)
- Solitaire (2002)
- Rio  (2002)
- Diabelli Variations (Ludwig Van Beethoven)  (2003)
- Gustav Mahler: Dark Flame  (2004)
- Live at the Village Vanguard (Uri Caine Trio album)|Live at the Village Vanguard  (2004)
- Shelf-Life Bedrock (2005)
- Moloch: Book of Angels Volume 6 (2006)
- Things (avec Paolo Fresu) (2006)
- Plays Mozart  (2006)
- Classical Variations  (2007)
- The Othello Syndrome (2008)
- Bedrock (Plastic Temptation) (2009)
- Siren (2011)
- Antonio Vivaldi: The Four Seasons, Forma Antiqva avec Uri Caine et Theo Bleckmann (2012)
- Sonic Boom (2012) - avec Han Bennink
- Rhapsody in Blue (2013)
- Callithump (2014)
- Present Joys (2014) - avec Dave Douglas
- Two Minuettos (2017) - avec Paolo Fresu